# Богодаровская волость (Мензелинский уезд)
Богодаровская волость (тат. بوگودارسكى ۋولىٰسىٰ, Бугударски вулысы), с 1924 года Ново-Мазинская волость (тат. ياڭا ماجن ۋولىٰسىٰ, Jaꞑa Maҫьn vиӀьѕь, Яңа Маҗын вулысы) — административно-территориальная единица в составе Мензелинского уезда Уфимской губернии и Мензелинского кантона Татарской АССР.
По состоянию на 1913 год волостное правление находилось в селе Новая Мазина .

## География
На 1910-е годы граничила с Мензелинской, Матвеевской, Поисёвской, Ирехтинской и Нуркеевской волостями.

## История
Волость возникла не позднее 1857 года в составе Мензелинского уезда Уфимской губернии..
По декрету «Об Автономной Татарской Социалистической Советской Республике» вошла в состав Мензелинского кантона Татарской АССР. При укрупнении волостей в Татарской АССР в 1924 переименовывается в Ново-Мазинскую волость, в её состав кроме территории бывшей Богодаровской волости включаются: Юшадинская волость без селений отошедших Мензелинской волости, Матвеевская волость без селений, отошедших Мензелинской и Поисёвской волостям, селения Тегерменник (в источнике: Именни), Тогашево, Красный Яр Ирехтинской волости, селения Каинсаз, Новый Иркеняш Калтаковской волости.
В связи с введением районного деления на всей территории Татарской АССР упразднена в 1930 году, бо́льшая часть территория волости вошла в состав Мензелинского района, селения Тогашево, Тигирменчи, Шуран, Верхний Шуран, Приют-Шуран, Пётр-Шуран, Имянли, Новый Иркеняш, Каинсаз, Ивановка включены в состав Муслюмовского района.

## Состав

### Населённые пункты
На 1913 год состав волости
- Богодаровка (Укумены)
- Верхний Сурончак  (Петровка)
- Ивановка  (Имбяк, Бутырки)
- Каран-Азикова
- Кизляр
- Крещенный Шуран  (Крещённый Шуран)
- Мансур
- Никольский Сурончак
- Новая Мазина   (Покровское) — волостной центр
- Новые Саклы  (Мансур-Саклы)
- Петровский Шуран  (Катановка)
- Приют Шуран  (Викторовка)
- Старый Русский Каран
- Татарский Шуран
- Токтамыш
- Удельный Сурончак

В 1917 году селение Каран-Азиково отошло новообразованной Юшадинской волости.
В 1928 году посёлок Чулпан отошёл Мензелинской волости.

### Сельсоветы
К 1930 году волость делилась на 19 сельсоветов (Тогашевский, Карашай-Сакловский, Чурашевский, Ново-Тамбовский, Кадряковский, Богодаровский, Удельно-Сурончакский, Ямаковский, Ново-Мазинский, Верхне-Юшадинский, Николаевский, Кузлукуаковский, Матвеевский, Каинсазский, Именлинский, Верхне-Шуранский, Приют-Шуранский, Сулы-Сакловский, Русско-Каранский).